# Station Tokio
Station Tokio  (東京駅, Tō-kyō-eki) is een station in het centrum van Tokio in de zakenwijk Marunouchi bij het terrein van het keizerlijke paleis, even ten noorden van de commerciële wijk Ginza.
Het station is het begin- en eindpunt van veel Shinkansen hogesnelheidstreinlijnen, en wordt bediend door een groot aantal lokale en regionale spoorlijnen. Ook komt er een aantal metrolijnen samen. Station Tokio is met ruim 750.000 reizigers per dag niet het drukste station van de stad. Het grootste en drukst is station Shinjuku met meer dan 3 miljoen reizigers per dag, niet alleen in Japan maar ter wereld.

## Geschiedenis
In 1896 viel het besluit het station te bouwen. De start werd vertraagd door het uitbreken van de Eerste Chinees-Japanse Oorlog en de Russisch-Japanse Oorlog, maar uiteindelijk begon de bouw in 1908. Zes jaar later werd het Tokio Centraal Station geopend. Het station is een ontwerp van de architect Tatsuno Kingo ter herinnering aan de overwinning van Japan op Rusland. De inspiratie van de architect is een langstaand vraagstuk, volgens sommigen zou het ontwerp gebaseerd zijn op het Amsterdam Centraal Station. Anderen denken dat de oorspronkelijke architect geïnspireerd was door de Victoriaanse bouwstijl. Aanvankelijk had het station alleen toegangen aan de Marunouchi-kant, tegenover het keizerlijk paleis, en pas in 1929 werd de Yaesu-kant geopend.
In 1921 werd de Japanse premier Hara Takashi vermoord in het station.
Het grootste deel van het station werd in 1945 verwoest tijdens het bombardement op Tokio, en na de oorlog weer opgebouwd.
In de zestiger jaren werden aan de Yaesu-zijde perrons voor het bedienen van de Shinkansenlijnen toegevoegd alsmede kantoren en winkels.
Omstreeks 2010 is het station gerenoveerd, een project van enkele jaren. Aan de Marunouchi-zijde gelegen historische stationsgebouw is gerestaureerd en aan de Yaesu-zijde zijn twee hoge gebouwen met winkel-, hotel- en kantoorvoorzieningen gebouwd.

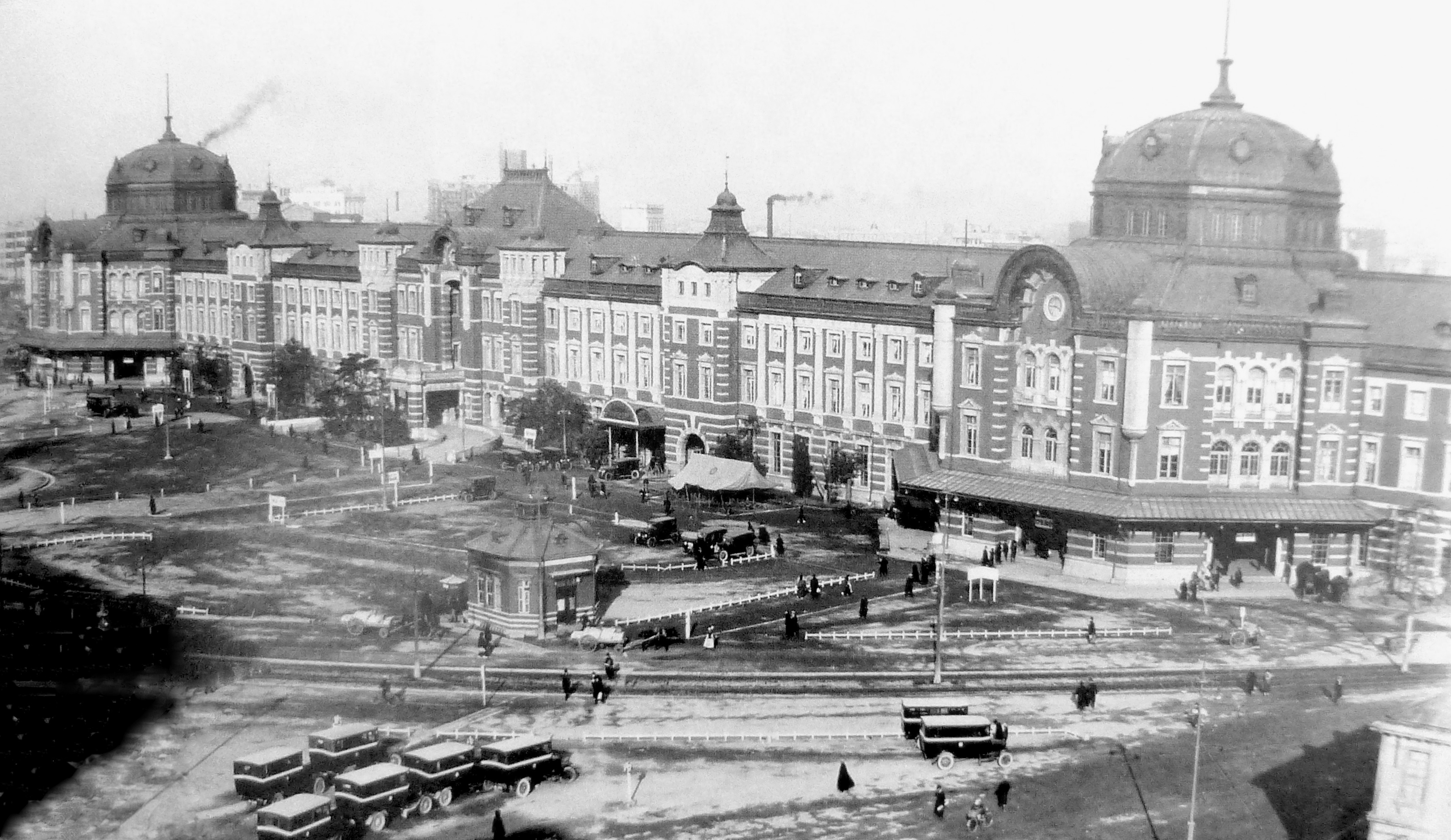
Het station in 1914
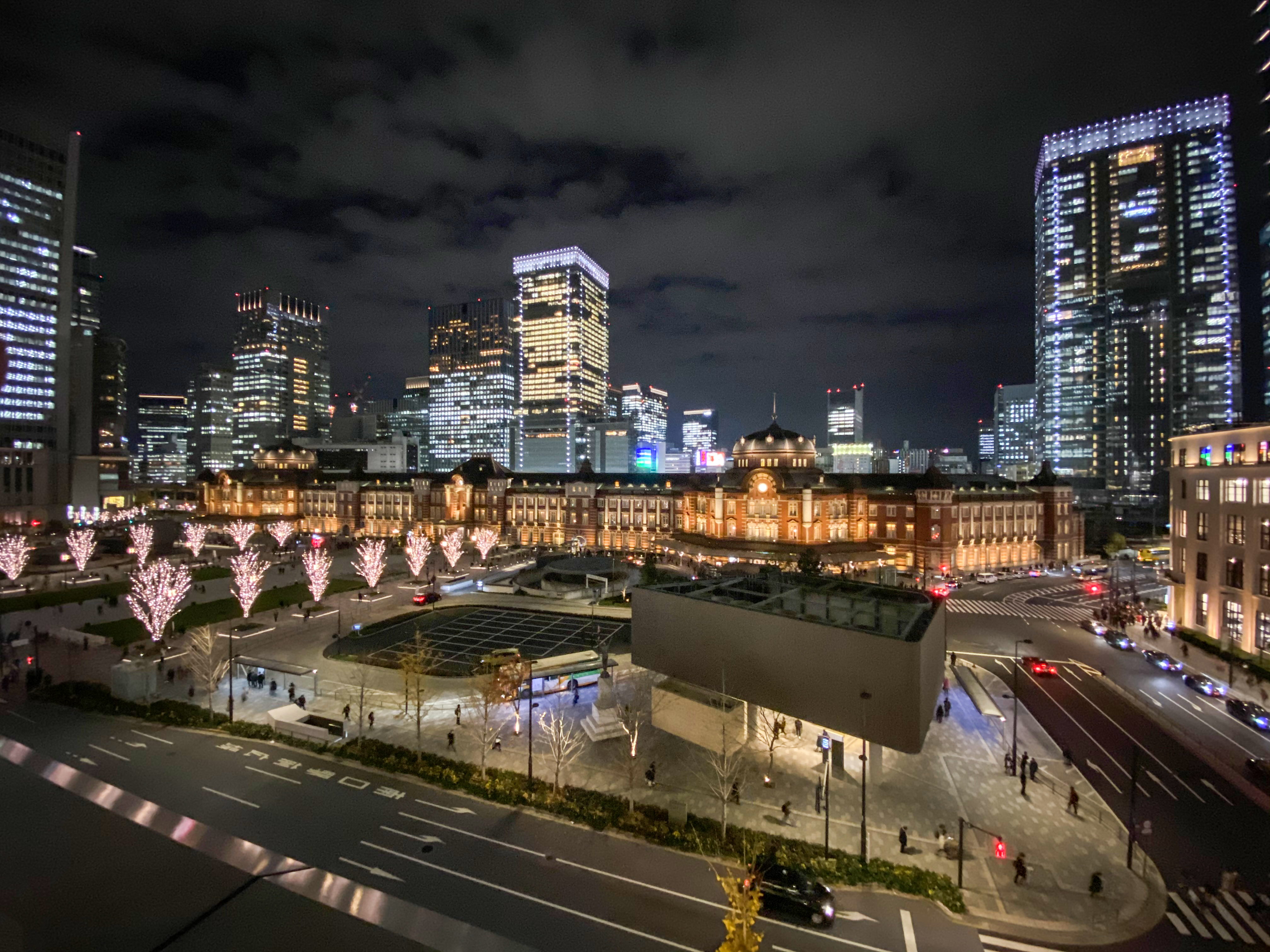
Station verlicht
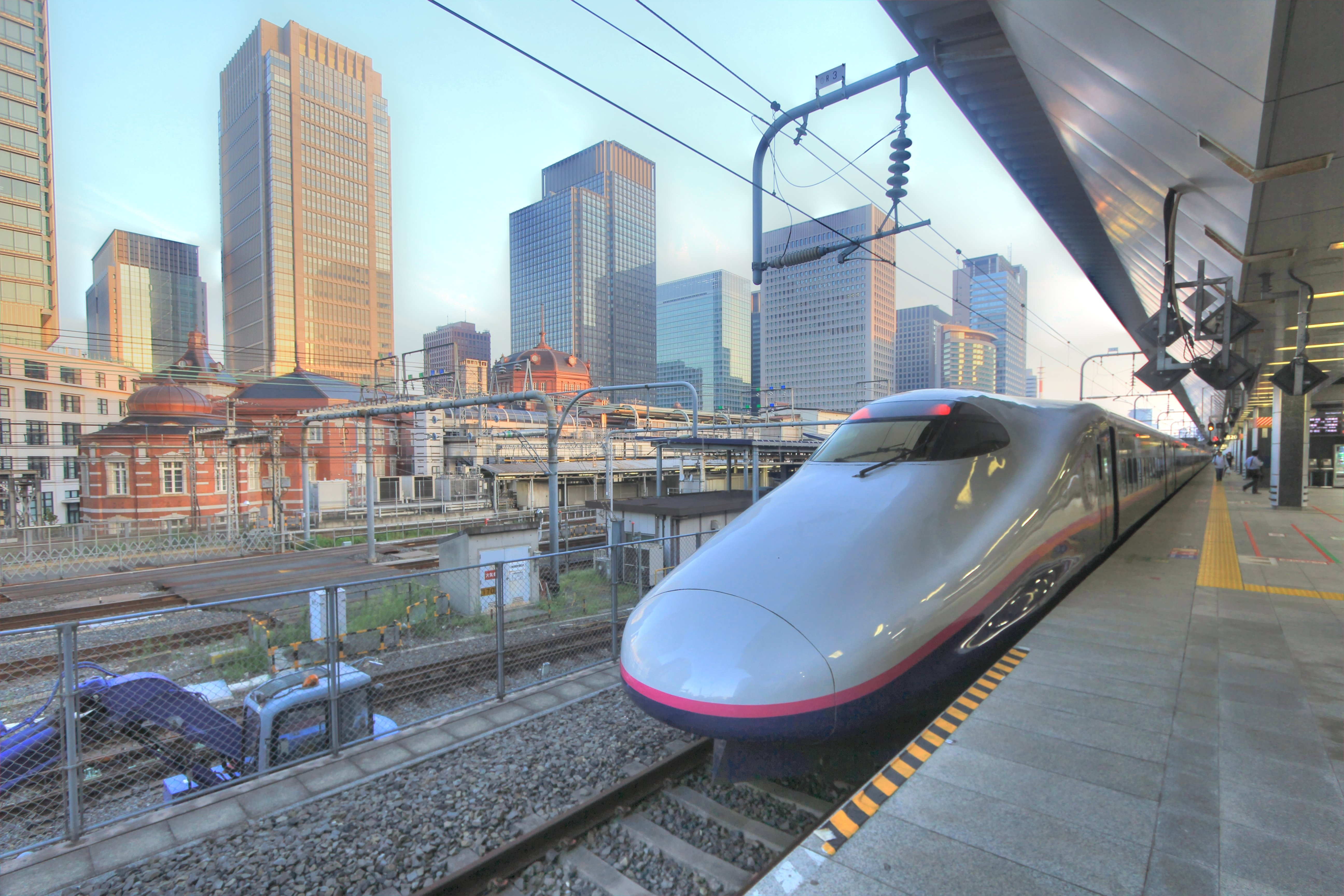
Perron met Shinkansen
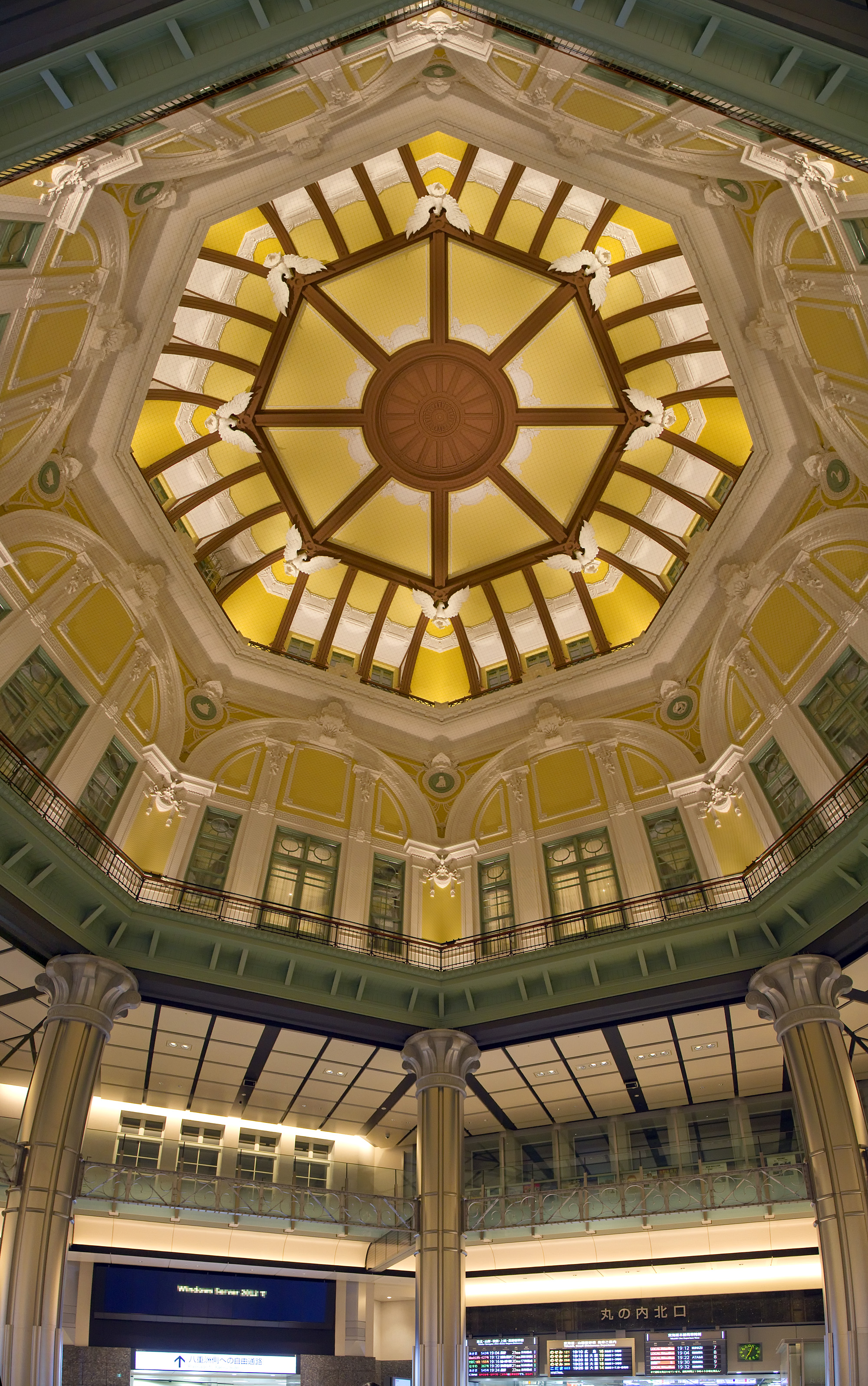
Centrale hal

## Lijnen
De volgende lijnen hebben een (eind)halte in Station Tokio:
- East Japan Railway Company
  - Chūō-lijn
  - Keihin-Tōhoku-lijn
  - Keiyō-lijn
  - Sōbu-lijn (waaronder de Narita Express)
  - Tōkaidō-lijn
  - Yamanote-lijn
  - Yokosuka-lijn
  - Tōhoku Shinkansen
  - Yamagata Shinkansen
  - Akita Shinkansen
  - Jōetsu Shinkansen
  - Nagano Shinkansen
- Central Japan Railway Company
  - Tōkaidō Shinkansen
- Tokyo Metro
  - Marunouchi-lijn

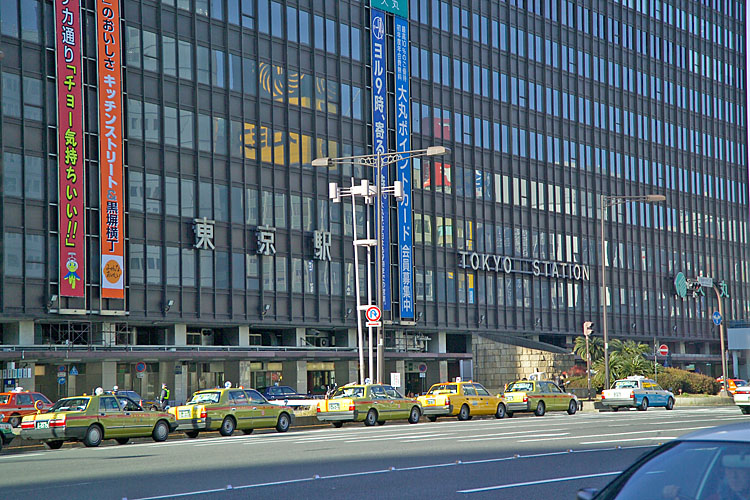
Taxi's wachten aan de Yaesu-zijde van het station

Het station is via een ondergrondse doorgang verbonden met het metrostation Otemachi. Hier heeft men verbinding met de Tokyo Metro Tōzai-lijn,
Tokyo Metro Chiyoda-lijn, Tokyo Metro Hanzomon-lijn en de Toei Mita-lijn.

## Perrons

### Trein
| Bovengrondse perrons        |                                                                                           | |
| 1・2                        | ■Chūō-lijn □Exprestrein Kaiji □Exprestrein Azusa                                          | Station Shinjuku・ Takao ・Ōme ・Kōfu ・Matsumoto                                                     |
| 3                           | ■Keihin-Tōhoku-lijn                                                                       | Station Ueno・ Urawa ・Ōmiya                                                                          |
| 4                           | ■Yamanote-lijn (Tegenwijzerzin)                                                           | Station Ueno・Ikebukuro                                                                               |
| 5                           | ■Yamanote-lijn (Wijzerzin)                                                                | Station Shinagawa・Station Shibuya                                                                    |
| 6                           | ■Keihin-Tōhoku-lijn                                                                       | Station Shinagawa・Kamata・Yokohama                                                                   |
| 7 - 10                      | ■Tokaido-lijn □Exprestrein Odoriko □Exprestrein Sunrise Izumo/Sunrise Seto                | Yokohama ・Hiratsuka ・Odawara ・Atami ・Numazu・Itō・Takamatsu ・Izumoshi                            |
| JR East Shinkansen          |                                                                                           | |
| 20 - 23                     | ■Tōhoku Shinkansen ・Yamagata Shinkansen ・ Akita Shinkansen                              | Sendai・Morioka・Hachinohe・Shinjō・Akita                                                             |
| 20 - 23                     | ■Jōetsu Shinkansen・Nagano Shinkansen                                                     | Takasaki・Echigo-Yuzawa ・Niigata・Nagano                                                             |
| JR Central Shinkansen       |                                                                                           | |
| 14 - 19                     | ■Tōkaidō Shinkansen・Sanyō Shinkansen                                                     | Station Shin-Osaka・Station Hakata                                                                    |
| Yokosuka/Sōbu (ondergronds) |                                                                                           | |
| 1 - 4                       | ■Yokosuka-lijn                                                                            | Station Yokohama・Zushi・Kurihama                                                                     |
| 1 - 4                       | ■Sōbu-lijn （kaisoku） □Exprestrein Narita Express □Exprestrein Ayame□Exprestrein Shiosai | Kinshichō・Funabashi・Station Chiba・Station Station Narita-kuko・Kisarazu・Kazusa-Ichinomiya・Chōshi |
| Keiyō (ondergronds)         |                                                                                           | |
| 1 - 4                       | ■Keiyō-lijn                                                                               | Shin-Kiba・Maihama・Kaihimmakuhari・Soga                                                              |
| 1 - 4                       | ■Musashino-lijn                                                                           | Nishi-Funabashi・Minami-Koshigaya・Higashi-Tokorozawa・Fuchū-Hommachi                                 |

### Metro
| 1 | OMarunouchi-lijn | Station Ginza・Station Shinjuku・Station Ogikubo・Nakano-fujimicho |
| 2 | OMarunouchi-lijn | Station Otemachi・Station Ikebukuro                                |

Shinagawa · Ōsaki · Gotanda · Meguro · Ebisu · Shibuya · Harajuku · Yoyogi · Shinjuku · Shin-Ōkubo · Takadanobaba · Mejiro · Ikebukuro · Ōtsuka · Sugamo · Komagome · Tabata · Nishi-Nippori · Nippori · Uguisudani · Ueno · Okachimachi · Akihabara · Kanda · Tokio · Yūrakuchō · Shinbashi · Hamamatsuchō · Tamachi · Shinagawa
Tokio · Shinagawa · Shin-Yokohama · Odawara · Atami · Mishima · Shin-Fuji · Shizuoka · Kakegawa · Hamamatsu · Toyohashi · Mikawa-Anjo · Nagoya · Gifu-Hashima · Maibara · Kioto · Shin-Osaka
Tokio · Ueno · Omiya · Kumagaya · Honjo-Waseda · Takasaki · Jomo-Kogen · Echigo-Yuzawa · Urasa · Nagaoka · Tsubame-Sanjo · Niigata

Gala-Yuzawa-lijn: Echigo-Yuzawa · Gala-Yuzawa